# Waterpijp

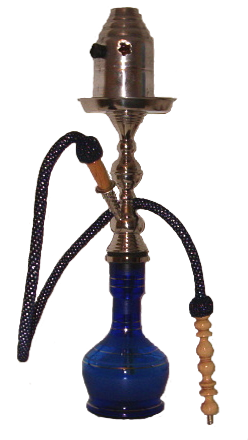
Een waterpijp

Het principe van de waterpijp

Een waterpijp, ook bekend als hookah, nargileh (narghile), shisha of ghaliyan is een apparaat voor het roken van gearomatiseerde pijptabak. Het roken van pijptabak is in het Midden-Oosten traditie en wordt veel gedaan in restaurants en cafés, die dan doorgaans shishalounge heten. Voor het roken van marihuana of hasjiesj gebruikt men een bong, een speciaal soort waterpijp.

## Werking
Een waterpijp bestaat in principe uit vier delen:
- tabakskommetje: hier komt de rookwaar in;
- metalen schacht: deze loopt van onder het tabakskommetje tot in het glazen reservoir, net onder het waterniveau;
- glazen reservoir: gevuld met vloeistof (meestal water, maar er kan ook alcohol in gedaan worden voor een dubbel effect);
- slang: flexibele slang met mondstuk waardoor de rook wordt opgezogen.

Het glazen reservoir dient te worden gevuld met water, en wel zover dat de metalen schacht circa 2 centimeter onder water komt. In het tabakskommetje stopt men rookwaar daarna wordt deze afgedekt met aluminiumfolie waar gaatjes in worden geprikt, vervolgens legt men daar een brandend kooltje op. Door nu op het mondstuk te zuigen ontstaat er onderdruk boven de vloeistof. Hierdoor wordt er door de vloeistof heen lucht aangezogen door de pijpekop. Voorwaarde is wel dat de bokaal perfect luchtdicht is om te voorkomen dat de rook verdunt, of er geen onderdruk komt.
Het brandende kooltje is of een stukje houtskool of een tablet gemaakt van houtskoolgries dat zeer snel tot gloeien kan worden gebracht. Een tablet heeft veelal een doorsnee van 33 mm.

## Gezondheidsrisico's
Het gerucht dat een waterpijp roken niet of minder schadelijk zou zijn dan sigaretten roken is onjuist. Vaak wordt gemeend dat dit het geval is onder de (onjuiste) veronderstelling dat het water de schadelijke stoffen uit de rook zou oplossen, of omdat het inademen van de rook minder prikkelend is voor de longen. Dit laatste komt echter door de aanwezigheid van waterdamp in de rook. Hoewel er wel wat schadelijke stoffen in het water oplossen, blijft zeer veel achter in de rook.
Verschillende wetenschappelijke studies hebben uitgewezen dat het roken met behulp van een waterpijp ten minste even schadelijk is als het roken van sigaretten. Bij het roken met behulp van een waterpijp ademt men niet alleen kankerverwekkende stoffen en koolstofmonoxide in zoals bij het roken van sigaretten, maar ook zware metalen afkomstig van het kooltje dat gebruikt wordt als brandstof. Bij de verbranding kan onvolledige verbranding optreden waardoor het giftige CO ontstaat.
Waterpijpgebruikers roken in een enkele sessie langer dan sigarettenrokers, en per ademteug wordt meer rook ingeademd. Een rooksessie met een waterpijp duurt vaak langer dan 40 minuten, waarbij de gebruiker 50 to 200 keer aan de pijp zuigt en daarbij 0,15 tot 0,5 liter rook per keer inademt. Een sigaret is na maximaal 20 trekken op. Onderzoeken van de World Health Organization en de American Cancer Society hebben aangetoond dat een gebruiker in een waterpijpsessie van een uur 100 tot 200 keer de hoeveelheid rook en 70 keer de hoeveelheid nicotine binnenkrijgt ten opzichte van het roken van een sigaret.
Ook het passief roken is schadelijk. Er bestaat ook geen enkel toestel waarvan bewezen is dat het de schadelijke effecten van de waterpijp enigszins wegneemt of doet verdwijnen.

## Alternatieven
Onder invloed van de gezondheidsrisico's van de waterpijp tabak zijn er alternatieven voor de traditionele tabak ontwikkeld. De traditionele tabak wordt bijvoorbeeld vervangen door zogenaamde dampsteentjes of een speciaal kruidenmengsel. De dampsteentjes (steam stones) zijn een soort grindkorrels ter grootte van 5-9 mm en worden gemaakt van een mineraal dat het vermogen heeft om vloeistoffen efficiënt te absorberen. Bij verhitting van de steentjes wordt de vloeistof langzaam losgelaten in de vorm van damp/stoom. Deze unieke eigenschap maakt de steentjes zeer geschikt als alternatief voor het traditionele shisha tabak. De werking van de stoomsteentjes is identiek aan het principe van elektronische sigaretten. In beide gevallen inhaleer je de verdamping van een vloeistof, waardoor je dus geen vaste materie of stofdeeltjes inademt zoals bij traditionele tabak het geval is.

### Kruiden
In India waar de pijp oorspronkelijk vandaan komt, wordt het roken van de waterpijp ook veel gedaan door jongeren. Het roken van zogeheten herbal molasses is daar populair omdat men denkt dat het minder schadelijk is dan waterpijptabak. Herbal molasses is een mengsel van onder andere suiker en fruitextracten en is nicotine- en teervrij.